# Омега Девы
Омега Де́вы (лат. ω Virginis), 1 Девы (лат. 1 Virginis), HD 101153 — двойная звезда в созвездии Девы на расстоянии приблизительно 586 световых лет (около 180 парсек) от Солнца. Визуальная звёздная величина звезды — от +5,5m до +5,23m.

## Характеристики
Первый компонент — красный гигант, пульсирующая медленная неправильная переменная звезда (LB) спектрального класса M4III, или M4, или M4,5:III, или M5, или Mb. Масса — около 0,989 солнечной, радиус — около 138,309 солнечного, светимость — около 982,173 солнечной. Эффективная температура — около 3438 K.
Второй компонент — коричневый карлик. Масса — около 30,31 юпитерианской. Удалён в среднем на 1,49 а.е..